# Stadio Paolo Mazza
Stadio Paolo Mazza – wielofunkcyjny stadion położony we włoskim mieście Ferrara. 
Obiekt został zbudowany w 1928 roku a jego pojemność wynosi 16,134 miejsca. W chwili obecnej stadion w większości wykorzystywany jako domowy obiekt klubu piłkarskiego SPAL 1907, występującego w rozgrywkach Serie A.
Właścicielem i zarządcą obiektu jest gmina Ferrara.